# Rothschild (Wisconsin)
Rothschild – wieś w USA, w stanie Wisconsin, w hrabstwie Marathon. Według spisu z 2000 roku wioskę zamieszkuje 4970 osób. W Rothschild kończy się autostrada międzystanowa nr 39.

## Geografia
Wieś zajmuje powierzchnię 17,8 km², z czego powierzchnia wody to 0,9 km².

## Demografia
W roku 2000, w Rothchild mieszkało 4970 osób, 1922 gospodarstw domowych i 1406 rodzin.